# Basilica di San Sebastiano (Biella)
La basilica di San Sebastiano è una basilica della città di Biella, consacrata a san Sebastiano.

## Storia

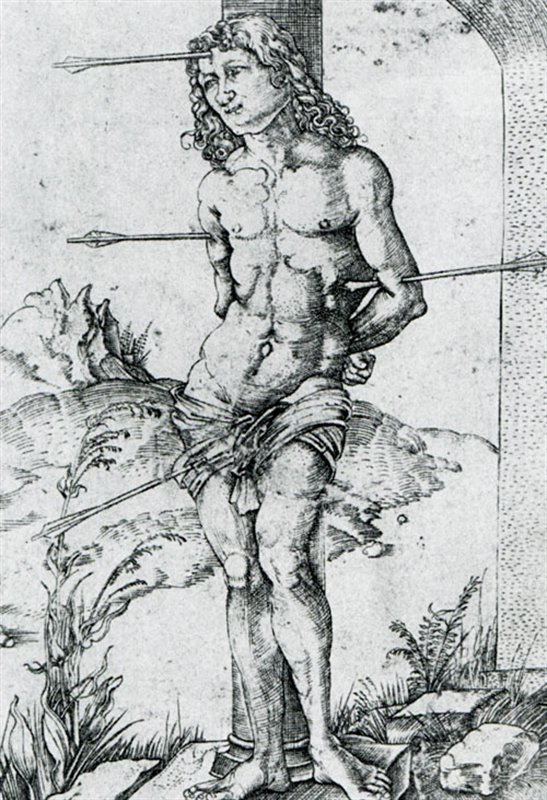
San Sebastiano

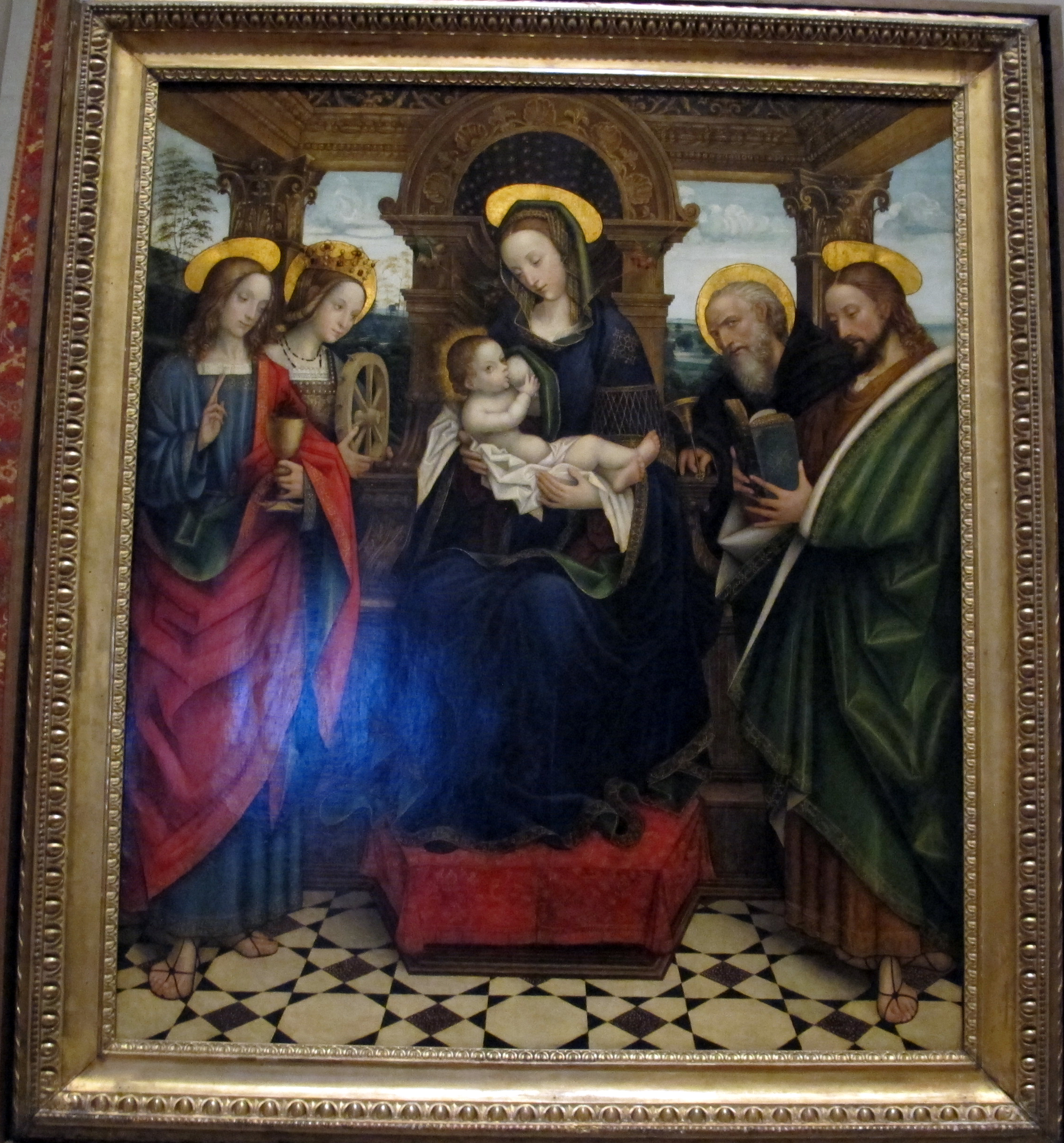
Defendente Ferrari, Madonna con bambino e Santi

La basilica di San Sebastiano venne edificate nel XVI secolo, in seguito al trasferimento della Congregazione dei Lateranensi a Biella negli anni 1498-1499 e fu costruita su progetto del generale delle finanze presso la corte dei Savoia, Sebastiano Ferrero.
Eretta con pianta a croce latina dal 1504 al 1551, è un esempio di architettura rinascimentale che venne realizzato in circa mezzo secolo, mentre la facciata rimase incompiuta fino al XIX secolo. Le navate laterali, sulle quali si aprono le quattro cappelle hanno la volta a crociera, la copertura della navata centrale è a forma di botte. Il campanile sormontato da una guglia ottagonale è alto 51 metri.
 All'interno della struttura, si conservano ottime pitture di artisti piemontesi come; Rodolfo Morgari (Il profeta Daniele, affresco dei pennacchi della cupola, risalente al 1866), Il Pentittico di Defendente Ferrari, raffigura Maria con Gesù Bambino e i Santi, l'Annunciazione e Agostino vescovo e Dottore della Chiesa dipinti da Raffaele Giovenone nel 1579. L'affresco all'interno dell'edificio, in uso nell'epoca rinascimentale, è realizzato richiamandosi al motivo della grottesca, mentre nella cappella dedicata alla Madonna di Oropa, si conservano due dipinti che raffigurano San Bartolomeo e San Domenico, attribuiti a Boniforte Oldoni. Il Coro ligneo è opera di Gerolamo de Mellis, a realizzare l'opera incastonando placche in bronzo e ceramica di Limoges del XIII secolo. La cappelle sul lato destro è nota per custodire il Polittico dell'Assunta di Bernardino Lanino che realizzò nel 1543.
Sempre nella basilica si trova la statua di Giovanna Bertiè Mathew (moglie di Alfonso La Marmora), opera di Odoardo Tabacchi 1877 e vicino si trova il busto di Alberto La Marmora opera di Vincenzo Vela. Lo stesso Tabacchi realizzò per la chiesa le statue della Carità, Fede e Speranza poste a decorazione vicino al monumento della famiglia La Marmora. L'organo della basilica, installato in loco nel 1926 dai fratelli Scolari di Bolzano Novarese, nel 1978 è stato restaurato e modificato dall'organaro Giuseppe Marzi di San Maurizio d'Opaglio. Lo strumento conta 23 registri nominali, distribuiti tra le due tastiere e la pedaliera.
Il Monastero di San Sebastiano, dopo varie destinazioni d'uso nel tempo come caserma e magazzino, è oggi sede del Museo Biellese, in cui sono esposti reperti di una necropoli romana, ceramiche e quadri ed è un centro di cultura per mostre d'arte e conferenze.